# NORML
Национальная организация за реформу законов о марихуане, сокращённо НОРМЛ (англ. National Organization For The Reform Of Marijuana Laws, NORML) — крупнейшая антипрогибиционистская организация США, официально лоббирующая декриминализацию/легализацию психотропной конопли. Основана в 1970 году юристом Кейтом Страупом (англ. Keith Stroup); в настоящее время базируется в Вашингтоне (округ Колумбия, США).

## Программа и деятельность
Программа юридической реформы, предлагаемая НОРМЛ, предусматривает:
1. Декриминализацию употребления конопли, а также её хранения и выращивания в некоммерческих целях, то есть, при отсутствии намерения торговли. О наличии последнего предлагается судить не по количеству хранимого или выращиваемого, а по факту реальных коммерческих сделок.
2. Государственное регулирование всех видов коммерческой деятельности, связанной с психотропной коноплей, введение лицензирования, налогообложения, соответствующих возрастных ограничений и контроля качества препаратов.

Согласно программе НОРМЛ, «основная причина для реформы законов о марихуане заключается не в том, что марихуана безвредна и её употребление следует поощрять, а в том, что её употребление должно быть вопросом индивидуального выбора, допустимого в свободном обществе. Это социальная политика, которая нацелена на снижение вреда, наносимого отношением к потребителям марихуаны как к уголовным преступникам».
Однако в настоящее время НОРМЛ активно поддерживает и продвигает идею о том, что употребление каннабиса, хоть и не безвредно, но значительно в меньшей степени вредно, чем потребление алкоголя.
НОРМЛ активно способствует проведению исследований, связанных с медицинским применением марихуаны, и развитию промышленного коноплеводства в США. В рамках организации создан альянс NHA (NORML Hemp Alliance — Конопляный Альянс НОРМЛ), выступающий за ликвидацию всех ограничений, связанных с выращиванием, импортом и экспортом непсихотропной конопли в США.
НОРМЛ поддерживает все социальные ограничения, связанные с употреблением марихуаны (запрет на продажу или передачу несовершеннолетним, на курение в общественных местах, на вождение автомобиля в состоянии интоксикации и т. д.), однако считает, что эти вопросы должны решаться в рамках административного законодательства (то есть, без лишения свободы).
В международной политике НОРМЛ выступает за переоценку зарубежной деятельности DEA и исключение конопли из Единой Конвенции ООН.
К 2003 г. НОРМЛ удалось добиться декриминализации малозначительных правонарушений, связанных с марихуаной, в 11 Штатах США и легализации медицинского употребления конопли в 10 штатах (Аляска, Аризона, Калифорния, Колорадо, Гавайи, Мэн, Мэриленд, Невада, Орегон и Вашингтон). На федеральном уровне НОРМЛ в 1989 г. инициировала запросы о переводе марихуаны из Списка 1 в Список 2 «Акта о контролируемых веществах», однако он не прошёл из-за активного противодействия DEA.